# Le Vicel
Le Vicel is een gemeente in het Franse departement Manche (regio Normandië) en telt 141 inwoners (2005). De plaats maakt deel uit van het arrondissement Cherbourg.

## Geografie
De oppervlakte van Le Vicel bedraagt 4,7 km², de bevolkingsdichtheid is 30,0 inwoners per km².
De onderstaande kaart toont de ligging van Le Vicel met de belangrijkste infrastructuur en aangrenzende gemeenten.

## Demografie
Onderstaande figuur toont het verloop van het inwonertal (bron: INSEE-tellingen).

1. ↑  Populations de référence 2022.